# Vlag van de Canarische Eilanden
De vlag van de Canarische Eilanden is een verticale wit-blauw-gele driekleur. De overheidsversie toont in de middelste baan het wapen van de Canarische Eilanden, terwijl de civiele versie het wapen niet toont. Op de Canarische Eilanden gebruikt men deze vlag officieel sinds 16 augustus 1982.

## Symboliek
De kleuren zijn afgeleid van de kleuren van de vlag van de provincies Santa Cruz de Tenerife (wit en blauw) en Gran Canaria (blauw en geel). De kleuren zijn volgens de geografische ligging geplaatst. (eerst Tenerife, dan Gran Canaria)

?Vlag van Tenerife
?Vlag van Gran Canaria

Het wapen omvat een blauw schild met daarin zeven zilveren eilanden. Het schild staat onder een kroon en wordt gedragen door twee honden (oerhonden de Podenco Canario). Boven de kroon staat in hoofdletters het motto Oceano ("De Oceaan").

## Ontwerp
De hoogte-breedteverhouding van de vlag is 2:3, net als bij de vlag van Spanje. Elk van de drie banen neemt een derde van de breedte in.
Op 21 december 2004 werden de kleurenspecificaties voor het eerst officieel vastgelegd, en op 2 december 2005 werden ze gewijzigd. Het blauw wordt gedefinieerd als Pantone 3005, het geel als Pantone 7406. In het RGB-kleursysteem zijn dit de waarden 7-104-169 respectievelijk 255-204-0.

## Geschiedenis
De eerste vlag die alle zeven eilanden vertegenwoordigde, werd rond 1907 gehesen door de Partido Nacionalista Canario (PNC, Canarische Nationalistische Partij). Deze vlag bestond uit een blauw veld met daarop zeven witte sterren; dit symboliseerde de zeven eilanden te midden van het water van de Atlantische Oceaan. In hetzelfde jaar maakte de dichter Nicolas Estevanez een ontwerp waarop een gestileerde weergave van de vulkaan El Teide op Tenerife centraal stond, maar op Gran Canaria, het andere grote eiland van de Canarische Eilanden, had men weinig op met deze vlag.
|  |  |  |

In 1961 ontwierp de Movimiento Canarias Libre een nieuwe vlag, die bestond uit drie verticale banen in de kleuren wit, blauw en geel. Deze vlag lijkt sterk op de huidige, maar in de versie van 1961 is de blauwe baan breder dan de andere banen en ontbreekt het wapen. Het was tijdens het bewind van Francisco Franco voor de Spaanse deelgebieden echter niet toegestaan om eigen vlaggen te hebben.
Pas na de dood van Francisco Franco ontstond er de mogelijkheid voor de Spaanse regio's om een eigen vlag aan te nemen, waarna de Canarische Eilanden hun eerste officiële vlag (de huidige vlag) baseerden op het ontwerp uit 1961. Het ontwerp werd officieel krachtens het Statuut van autonomie van de Canarische autonome gemeenschap van 16 augustus 1982.